# Jardí de Monforte
El jardí de Monforte, també conegut com a l'hort de Romero, és un jardí ornamental de la ciutat de València, situat al barri de l'Exposició, entre el carrer de Montfort, la plaça de la Legió Espanyola i la clínica Quirón.

## Forma

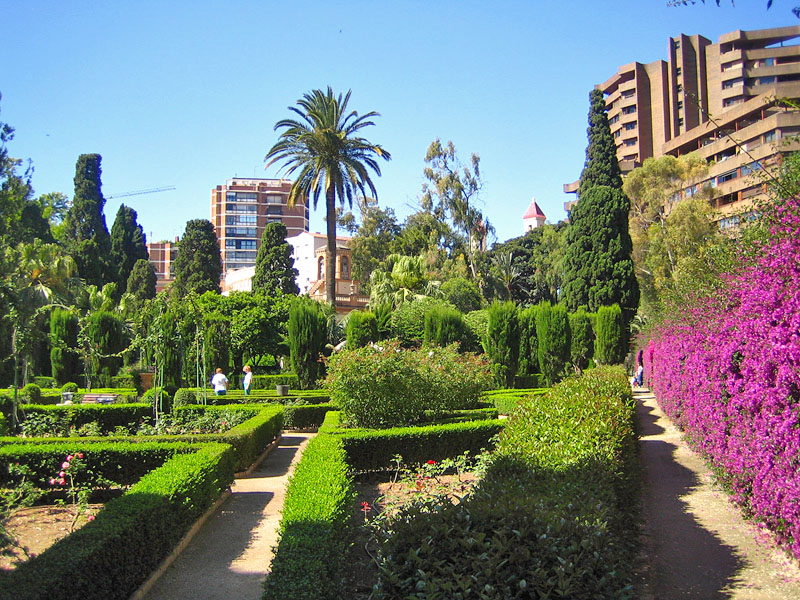
Zona enjardinada

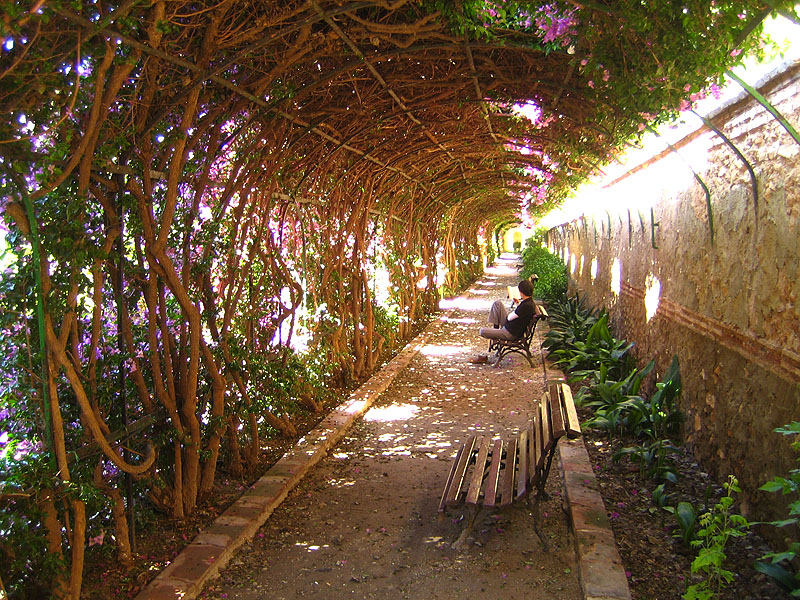
Passeig floral

El jardí és de reduïdes dimensions (12.000 metres quadrats), i de forma triangular i encerclat per una paret alta. Es divideix en tres parts. La primera, on se situa l'única entrada, és una zona enjardinada. Ací hi ha un gran laberint d'arbusts de poca alçada, amb una sèrie de fonts ornamentals, estàtues de marbre (el jardí en té 33 en total) i alguns tarongers entremig. Al fons, porta a la segona part situada a desnivell i envoltada amb paret. A través d'una porta reixada, i baixant uns esgraons, s'accedeix a un jardí molt menut i un palauet al fons.
Finalment, la tercera part i la més gran se situa al costat de la primera i es constitueix per arbres alts i ombrívols, i hi destaca una estàtua d'estil grec i un estany amb peixos. Al bell mig, hi ha un monticle on es puja amb un camí de caragol, i d'on brolla una fonteta.
Al llarg de la paret, entre l'entrada i el palauet, hi ha un passeig cobert amb flors enfiladisses, amb alguns bancs.

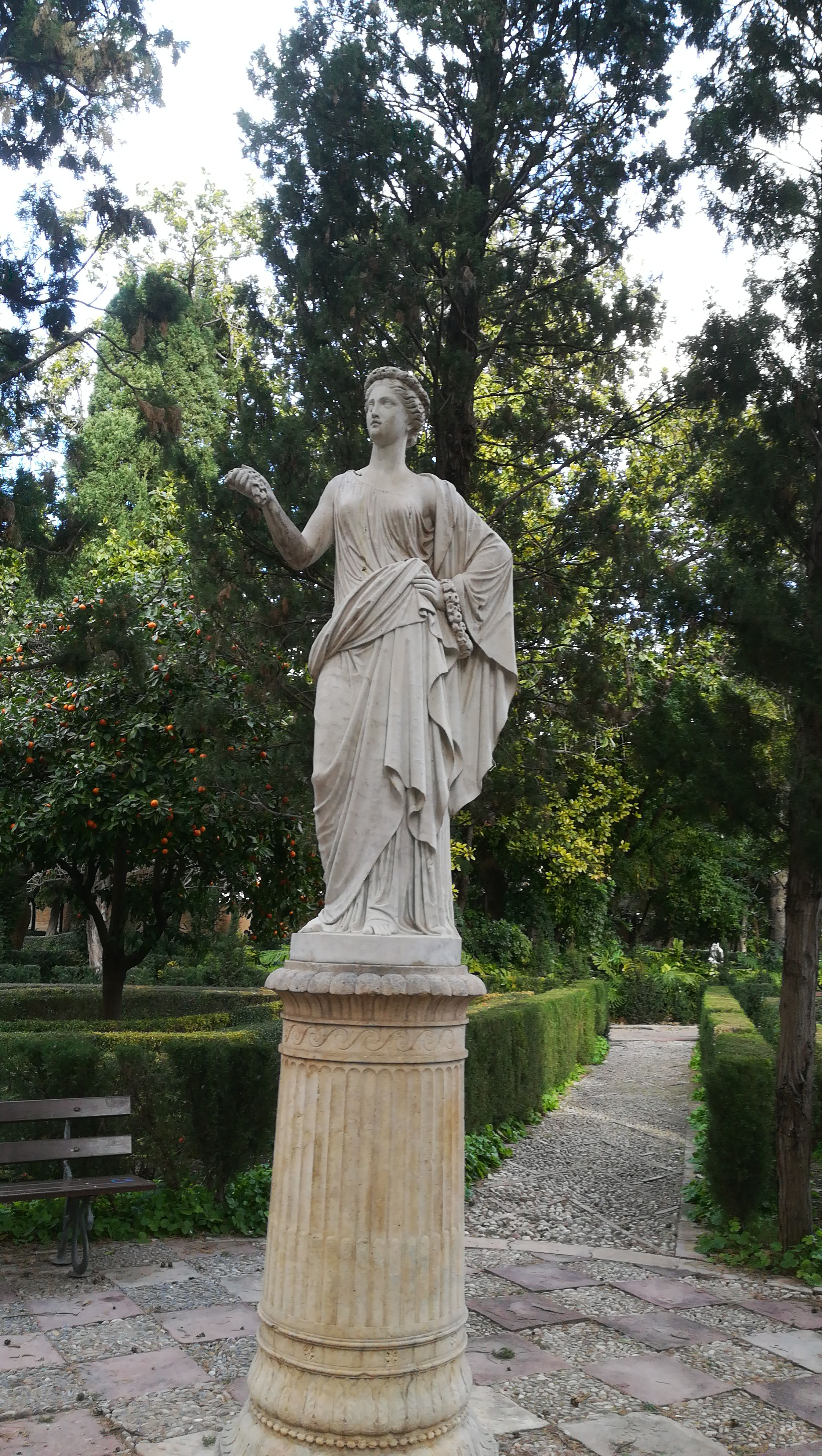
Estàtua de la deessa Flora

## Història
Aquest jardí fou un dels molts horts presents a la riba esquerra del riu Túria, aleshores una zona poc o gens urbanitzada. El seu propietari fou Josep Vich, baró de Llaurí, qui li'l vengué el 1849 a Juan Bautista Romero Almenar, marqués de San Juan, per 80.000 reals. Així doncs, rep també el nom d'Hort de Romero. Aquest senyor decidí de construir l'actual jardí, realitzat per l'arquitecte Monleón Estellés. A la mort de Romero, passà a la seua esposa, després a Josefa Sancho Cortés, neboda seua, i en casar-se aquesta amb Joaquim Montfort Parrés fou quan passà a anomenar-se Jardí de Montfort.
Els jardins foren restaurats en els anys 1940 per Javier Winthuysen Losada i les obres foren executades pel jardiner municipal Ramon Peris. Fou declarat Jardí Artístic Nacional per l'Estat el 1941. El 1970, passà a ser propietat de l'Ajuntament de València i s'obrí al públic el 1973.